# Polish Radio Big Band (album)
Polish Radio Big Band – album nagrany przez Big Band Polskiego Radia pod kierownictwem Andrzeja Kurylewicza. Była to druga z kolei płyta, jaka ukazała się w serii Polish Jazz. Album nagrany został w Warszawie w lutym 1967. Monofoniczny LP został wydany w 1967 przez Polskie Nagrania „Muza” XL 0241 (matryce M-3 XW-481, M-3 XW-482).

## Muzycy
- Albert Pradella – saksofon
- Alfred Banasiak – saksofon tenorowy
- Henryk Rzeźniczek – saksofon
- Władysław Żurkowski – saksofon
- Zdzisław Przybyszewski – saksofon
- Wacław Lesicki – flet
- Kazimierz Morawski – puzon
- Pankracy Zdzitowiecki – puzon
- Stanisław Kowalczyk – puzon
- Wojciech Kacperski – puzon
- Andrzej Kurylewicz – puzon wentylowy
- Franciszek Górkiewicz – trąbka
- Franciszek Kowalski – trąbka
- Józef Grabarski – trąbka
- Stanisław Mizeracki – trąbka
- Tadeusz Szostak – trąbka
- Piotr Figiel – fortepian
- Edward Dyląg – kontrabas
- Szymon Walter – perkusja

## Lista utworów
Strona A
| 1. | „Selector Junior” (Wojciech Karolak)             | 3:40  |
|    |                                                  |       |
| 2. | „Guma” (Wojciech Karolak)                        | 3:20  |
|    |                                                  |       |
| 3. | „Kocur naukowiec” (Jan Ptaszyn Wróblewski)       | 3:55  |
|    |                                                  |       |
| 4. | „Piasek” (Michał Urbaniak)                       | 2:20  |
|    |                                                  |       |
| 5. | „Wszystko o Kowalskich” (Jan Ptaszyn Wróblewski) | 3:00  |
|    |                                                  |       |
| 6. | „Sympatie i antypatie” (Jerzy Milian)            | 4:30  |
|    |                                                  |       |
|    |                                                  | 20:45 |
|    |                                                  |       |
Strona B
| 9.  | „Byk” (Andrzej Kurylewicz)                          | 8:15  |
|     |                                                     |       |
| 10. | „Ballada dla Anny” (Piotr Figiel)                   | 5:55  |
|     |                                                     |       |
| 11. | „Wieczorem po Marszałkowskiej” (Wojciech Kacperski) | 3:20  |
|     |                                                     |       |
| 12. | „Lisi krok” (Wojciech Karolak)                      | 3:15  |
|     |                                                     |       |
|     |                                                     | 20:45 |
|     |                                                     |       |

## Informacje uzupełniające
- Reżyser nagrania – Wojciech Piętowski
- Inżynier dźwięku – Halina Jastrzębska
- Projekt okładki – Rosław Szaybo
- Omówienie (tekst na okładce) – Józef Balcerak